# فليتشير سميث
فليتشير سميث (بالإنجليزية: Fletcher Smith)‏ هو لاعب كرة قدم أمريكية أمريكي، ولد في 13 أكتوبر 1943 في هيرن في الولايات المتحدة.

## وصلات خارجية
- فليتشير سميث على موقع مرجع كرة القدم المحترفة.كوم (الإنجليزية)